# Tecnazen
Tecnazen ist ein Wirkstoff zum Pflanzenschutz und eine chemische Verbindung aus der Gruppe der chlorierten und nitrierten Benzolderivate.

## Gewinnung und Darstellung
Tecnazen kann durch Nitrierung von 1,2,4,5-Tetrachlorbenzol gewonnen werden.

## Eigenschaften
Tecnazen ist ein geruchloser, farbloser bis beiger Feststoff, der praktisch unlöslich in Wasser ist. Er ist sehr stabil und zersetzt sich nur langsam unter UV-Licht.

## Verwendung
Tecnazen wurde als Fungizid und Pflanzenwachstumsregulator verwendet. Von den drei isomeren Tetrachlornitrobenzolen hat Tecnazen (1,2,4,5-Tetrachlor-3-nitrobenzol) die stärkste Fungizide-Wirkung.

## Zulassung
Tecnazen war zwischen 1971 und 1978 als Pflanzenschutzmittel in der BRD zugelassen.
Die EU-Kommission entschied im Jahr 2000, Tecnazen in der Europäischen Union nicht als Wirkstoff zuzulassen.
In Deutschland, Österreich und der Schweiz sind keine Pflanzenschutzmittel mit diesem Wirkstoff zugelassen.
Das Europäische Arzneibuch legt als Grenzwert für Tecnazen-Rückstände in pflanzlichen Drogen 0,05 mg·kg−1 fest.